# Stanley Kubrick

Stanley Kubrick am Set von Barry Lyndon (1975)

Stanley Kubrick ([ˈkuːbɹɪk]; * 26. Juli 1928 in New York City; † 7. März 1999 im Childwickbury Manor bei London) war ein US-amerikanischer Filmregisseur, Filmproduzent und Drehbuchautor. Er gilt als einer der bedeutendsten und einflussreichsten Filmemacher aller Zeiten.
Kubrick wirkte nach einer kurzen Karriere als Fotograf zunächst bei drei Kurzfilmdokumentationen und anschließend bei 13 Kinospielfilmen als Regisseur. Inhaltlich und stilistisch gleicht kein Film dem anderen. Zu seinen bekanntesten Werken zählen Wege zum Ruhm (1957), Spartacus (1960), Dr. Seltsam oder: Wie ich lernte, die Bombe zu lieben (1964), A Clockwork Orange (1971), Barry Lyndon (1975), Shining (1980) und Full Metal Jacket (1987). Sein als Hauptwerk geltender monumentaler Spielfilm 2001: Odyssee im Weltraum (1968) wurde vom American Film Institute als „Bester Science-Fiction-Film aller Zeiten“ ausgezeichnet und im Jahr 2022 von anderen Regisseuren im vom British Film Institute herausgegebenen Fachmagazin Sight & Sound zum „Besten Film aller Zeiten“ gekürt.
Kubricks Filme wurden insgesamt 27 Mal für den Oscar nominiert und dabei neun Mal mit dem weltweit wichtigsten Filmpreis ausgezeichnet. Persönlich gewann Kubrick die Trophäe für die besten visuellen Effekte mit 2001: Odyssee im Weltraum. Kubricks oftmals kontrovers diskutierte Filme werden vor allem für ihren intellektuellen Gehalt, die innovative Bildgestaltung und das aufwändige Produktionsdesign gelobt. Die Fachorganisationen Directors Guild of America und British Academy of Film and Television Arts zeichneten Kubrick mit Preisen für sein filmisches Lebenswerk aus.
Beim Großteil seines filmischen Schaffens wirkte Kubrick neben seiner Tätigkeit als Regisseur auch als Produzent und Drehbuchautor. In dieser Dreifachfunktion konnte er für sich die größtmögliche Kontrolle und künstlerische Freiheit bei den überdurchschnittlich zeitaufwändigen Produktionen seiner Filmprojekte beanspruchen. Zur Absicherung seiner Unabhängigkeit vom strikt geregelten amerikanischen Studiosystem lebte der öffentlichkeitsscheue Kubrick mit seiner Familie seit 1961 in England in unmittelbarer Nähe der Londoner Filmstudios. Die nach ausgiebigen Vorrecherchen und mit teils äußerst aufwändigen Studiobauten hergestellten Filme des als in jeglichem Aspekt der Filmproduktion detailverliebter und fordernder Perfektionist bekannten Kubrick führten die beteiligten Filmschaffenden und Schauspieler mitunter an ihre Grenzen. 

## Leben und künstlerisches Wirken

Kubrick als Kleinkind mit seinem Vater Jacob (1930)

Kubricks Eltern waren der Chirurg Jacob Leonard Kubrick (1902–1985) und Sadie Gertrude Kubrick (geb. Perveler; 1903–1985). Sie stammten aus jüdischen Familien; alle Großeltern waren aus dem österreichisch-ungarischen Galizien eingewandert. 1934 kam Kubricks Schwester Barbara Mary zur Welt.

### Anfänge und Durchbruch

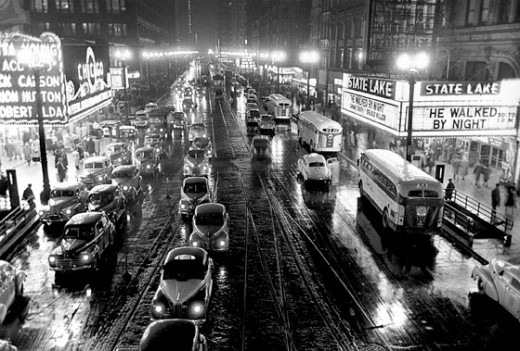
Kubricks ikonisches Foto von Chicago, das 1949 im US-Magazin Look veröffentlicht wurde

Seine frühen Leidenschaften waren exzessive Lektüre, das Kino und das Schachspiel. Ab 1941 besuchte er die William Howard Taft High School in New York, wo er Fotograf der Schülerzeitung war. Nach dem Schulabschluss begann er seine Karriere als Fotograf: Nachdem er einige Fotos an das Magazin Look verkauft hatte, bekam er mit 18 Jahren dort eine Festanstellung. Seine Fotogeschichte über einen Boxer führte ihn tiefer in die behandelte Materie ein.
Als Fotograf war er mit investigativer Berichterstattung vertraut; dementsprechend inszenierte er 1950 seinen ersten Dokumentarfilm Day of the Fight – eine 16 Minuten lange, damals aufsehenerregende Studie über individuelle Leistungen im Boxring. Motiviert durch die Anerkennung, die ihm durch das Erstwerk zugekommen waren, drehte er anschließend den Dokumentarfilm Flying Padre und den Gewerkschafts-Werbefilm The Seafarers.
Seine ersten, überwiegend mit geliehenem Geld finanzierten Spielfilme Fear and Desire (1953) – ein allegorisches, zeitlich und geographisch unbestimmtes Kriegsdrama – und Der Tiger von New York (1955) zogen bereits die Aufmerksamkeit Hollywoods auf sich. Der Tiger ist Kubricks letzter Film mit Happyend. Gegen Kubricks ursprüngliche Absicht hatte die Produktionsfirma United Artists, die den Film für 100.000 US-Dollar ankaufte, einen guten Ausgang der Handlung reklamiert. Später ließen ihm die Studios fast uneingeschränkt freie Hand. Erst bei seinem letzten Film, Eyes Wide Shut, ist das Ende wieder offen und ambivalent.
Filmkennern wurde er mit dem klassischen Film noir Die Rechnung ging nicht auf ein Begriff, bevor ihm mit Wege zum Ruhm mit Kirk Douglas in der Hauptrolle der endgültige Durchbruch gelang. Der während des Ersten Weltkriegs spielende Film thematisiert die Grausamkeit und die Sinnlosigkeit des Krieges nur am Rande. Er ist durchaus ein antimilitaristischer Film, vor allem aber eine bitterböse Parabel auf Herrschaftsstrukturen und ein Bekenntnis gegen die Todesstrafe.

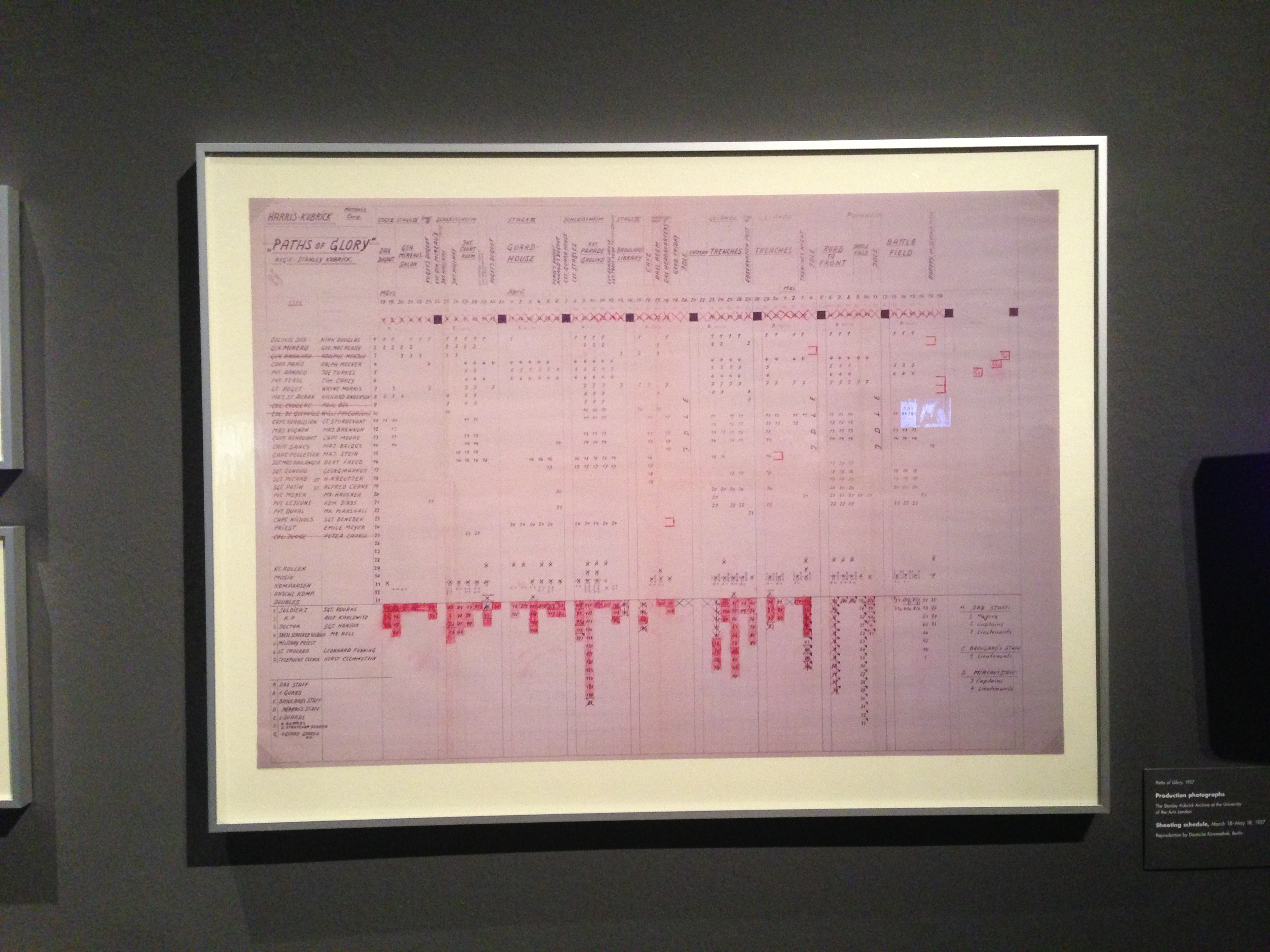
Drehplan für Wege zum Ruhm im Los Angeles County Museum of Art

In diesen Filmen finden sich bereits fast alle wesentlichen Stilelemente Kubricks: die zwischen Distanz und Involviertsein wechselnde Kamera, die sich für Handlungsabläufe mehr zu interessieren scheint als für die Motive der Handelnden; die Reduktion der Charaktere auf Spielfiguren auf einem symbolischen Schachbrett; die emotionale und moralische Gleichmütigkeit der Erzählung. Der passionierte Schachspieler Kubrick plante nach eigenen Angaben viele Filme und die handelnden Figuren analog zu den Konflikten und Bewegungen auf einem Schachbrett. Immer wieder sieht man in seinen Filmen Schachbrettmuster als Bodenbelag, so auch in dem französischen Schloss, in dem Wege zum Ruhm spielt, wo die Soldaten oft wie lebensgroße Schachfiguren wirken.
Kirk Douglas, Hauptdarsteller und Produzent (Executive Producer) des Monumentalfilms Spartacus, engagierte Kubrick als Regisseur, nachdem der ursprüngliche Regisseur Anthony Mann nach wenigen Drehtagen gefeuert worden war. Der Film wurde zu einem Kassenerfolg, der Kubrick die finanziellen Mittel für seine folgenden Filme lieferte. Er selbst war jedoch aufgrund seines geringen Einflusses auf Drehbuch und Produktionsbedingungen sehr unzufrieden, weswegen er Spartacus als ein „notwendiges Übel“ bezeichnete. Kubrick nahm sich vor, nie wieder einen Film zu drehen, bei dem er nicht von der Drehbucherstellung bis zum Schnitt volle Kontrolle über die Produktion haben würde. Er verließ das Hollywood-System und blieb für die Protagonisten dort bis zum Ende seines Lebens ein öffentlichkeitsscheuer Außenseiter.

### Rückzug nach England und die erstenKubrick-Filme

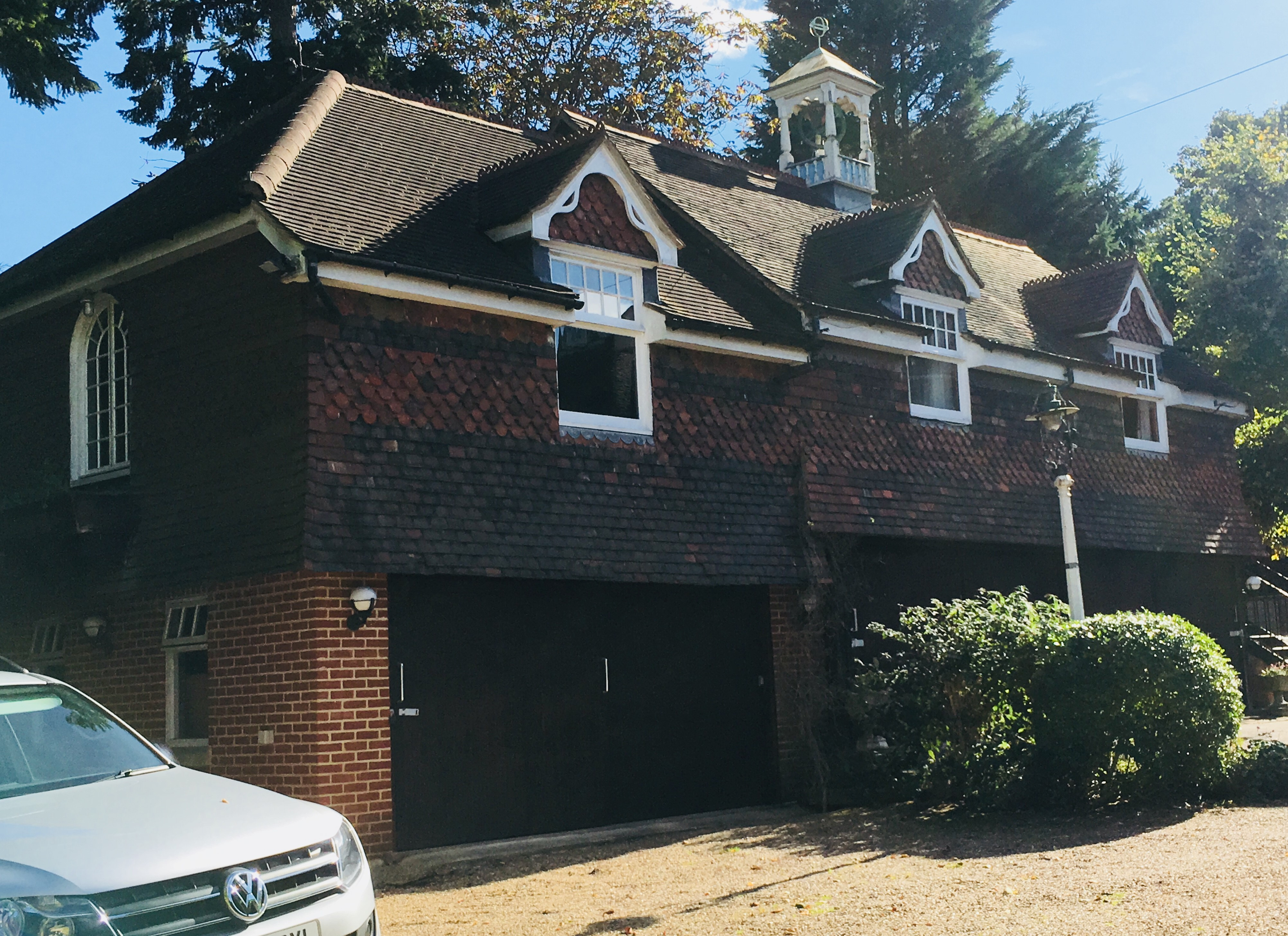
Kubricks Gästehaus in Abbots Mead, Borehamwood. Hier schnitt Kubrick zwischen 1964 und 1979 auch seine Filme

In den Jahren 1948 bis 1955 war Kubrick mit seiner Jugendliebe Toba Metz verheiratet, von 1955 bis 1957 mit der österreichischen Balletttänzerin Ruth Sobotka. Bei den Dreharbeiten zu Wege zum Ruhm lernte er Christiane Harlan kennen, die er 1957 heiratete. Zusammen mit ihr, den beiden gemeinsamen Töchtern Anya Renata (1959 –2009) und Vivian (* 1960) sowie seiner Stieftochter Katharina (* 1953) zog er in den frühen 1960ern nach England. Dort ließ er sich zunächst in der Nähe der Elstree-Studios bei London nieder; später kaufte er das Anwesen Childwickbury Manor im District St. Albans, wo er in den ehemaligen Stallungen Studio- und Schnitträume einrichtete. Für die Presse und in Hollywood galt er als jemand, der extrem zurückgezogen lebte; Bekannte erzählten allerdings, dass er den größten Teil seiner Zeit in der Umgebung von Familie, Freunden und Bekannten verbrachte.
Sein erster in England gedrehter Film war Lolita (1962). Kubrick arbeitete eng mit Vladimir Nabokov zusammen, dem Autor des gleichnamigen Romans. Das mehrere hundert Seiten umfassende Drehbuch, das Nabokov selbst schrieb, veränderte Kubrick entscheidend, so dass die als Skandalbuch rezipierte Handlung verfilmt werden konnte, ohne dass der Film weltweit auf dem Index landete. Kubrick besetzte Peter Sellers in der Nebenrolle des Quilty, der sich, um den Protagonisten zu täuschen, als Schulpsychologe verkleidet.
Kubrick fragte an, ob Sellers in seinem nächsten Film Dr. Seltsam oder: Wie ich lernte, die Bombe zu lieben gleich vier Rollen übernehmen könne. Dieser sagte zu, spielte anschließend jedoch nur drei Figuren. Die vierte, den Kommandanten des Bombers, übernahm Slim Pickens. Sellers wollte sie nicht spielen und brach sich bei einem Versuch prompt ein Bein. Das große Risiko bei Dr. Seltsam oder: Wie ich lernte, die Bombe zu lieben, die Konfrontation zu Zeiten des Kalten Kriegs als schwarze Komödie aufzuführen, zahlte sich aus.
Ebenso berühmt wurden seine beiden folgenden Filme 2001: Odyssee im Weltraum (1968) und Uhrwerk Orange (1971). Alle drei Filme provozierten durch eine ironische Theatralisierung bei ihrem Erscheinen heftige öffentliche Kontroversen und werden in der Filmwissenschaft immer noch in Bezug sowohl auf Themen und Handlung als auch auf die in ihnen enthaltene Symbolik diskutiert.
Dagegen wurde 1975 sein Film Barry Lyndon nach dem Roman von William Makepeace Thackeray (1844) ein kommerzieller Misserfolg. Die Schönheit der Malerei und Musik des Rokoko filmisch erlebbar zu machen und das Leben jener Zeit anhand einer fiktiven Biographie von Barry Lyndon authentisch wiederzugeben, durch natürliches Kerzenlicht in allen Innenaufnahmen, brachte keinen Erfolg an der Kinokasse. Allerdings beeinflusste der Film andere Regisseure, darunter Peter Greenaway (Der Kontrakt des Zeichners) Lars von Trier (Dogville), Peter Webber (Das Mädchen mit dem Perlenohrring) und Yorgos Lanthimos (The Favourite).

### Das spätere Werk

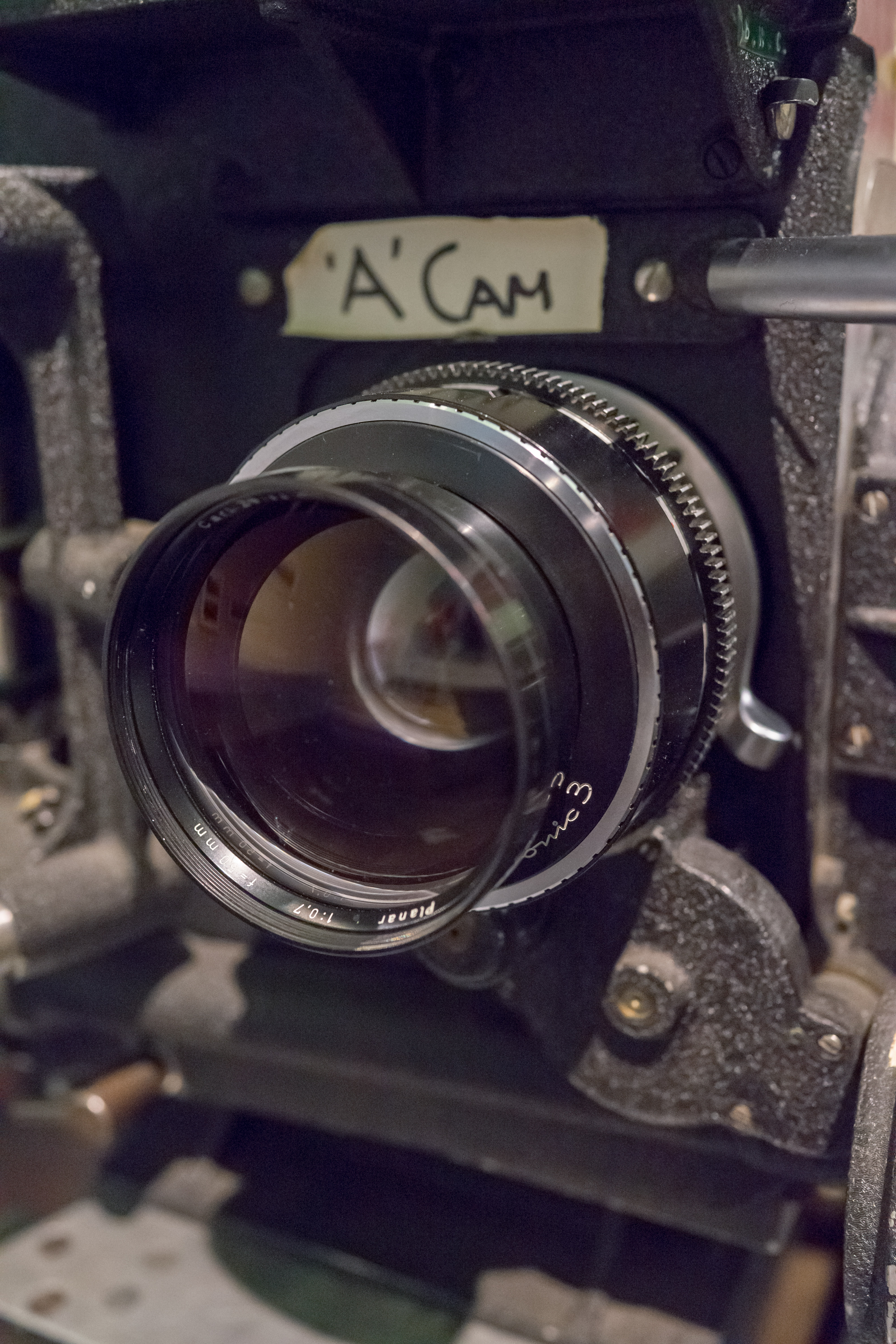
Mit dem lichtstärksten jemals produzierten fotografischen Objektiv (Zeiss-Planar 1:0,7/50 mm) konnte Kubrick im Film Barry Lyndon bewegte Szenen bei Kerzenlicht drehen

Nach Barry Lyndon nahm Kubricks Produktionstempo ab. In den letzten 25 Jahren seines Lebens produzierte er noch drei weitere Filme. Allerdings waren sein Ruhm und das ihn umgebende „Mysterium“ derart groß, dass jede Veröffentlichung weltweit mit großen Erwartungen aufgenommen wurde. Wichtiger für Kubrick und wohl einmalig in der Geschichte Hollywoods war, dass er bei jedem Film von den großen Studios weitgehend freie Hand und ein beinahe unbeschränktes Zeitbudget bekam.
Mit Jack Nicholson drehte Kubrick den Film Shining (1980), eine Adaption des Buches von Stephen King. Insbesondere King-Fans waren unzufrieden mit dem Film, obgleich Kubrick buchstäblich Fluten von Blut entfesselte, da er sich die Handlung des Buches betreffend große Freiheiten herausnahm. Im Zentrum des Films steht der Entwurf eines luxuriösen Raumes der Moderne. In dem Film wird Geschichte zur ewigen Wiederkehr des Gleichen: der Gewalt, der keine Ordnung widerstehen kann. King selbst bezeichnete Kubricks Shining als schlechteste Verfilmung eines seiner Bücher. Obwohl nicht so enthusiastisch von der zeitgenössischen Kritik rezipiert wie frühere Werke, gilt Shining mittlerweile als Klassiker des Mystery-Thrillers.
Der im Vietnamkrieg spielende Film Full Metal Jacket (1987) war Kubricks einziger Film, der aus seiner Sicht zu spät kam. Trotz strengster Geheimhaltung wurde kurz vor Fertigstellung des Films das Thema in der Öffentlichkeit bekannt. Daraufhin stellte Oliver Stone seinen Film Platoon schneller als geplant fertig und brachte ihn wenige Wochen vor Full Metal Jacket in die Kinos. In Deutschland war die Kinopremiere von Full Metal Jacket ein halbes Jahr nach der von Platoon.
Nachdem Kubrick Full Metal Jacket fertiggestellt hatte, arbeitete er unter dem Arbeitstitel Aryan Papers an einer Verfilmung des Romans Lügen in Zeiten des Krieges von Louis Begley und der Science-Fiction-Geschichte A.I. Als Steven Spielberg 1993 Schindlers Liste veröffentlichte, verwarf Kubrick sein Projekt Aryan Papers, um nicht in eine ähnliche Situation zu kommen, wie sie sich bei Full Metal Jacket ergeben hatte. Dabei war das Projekt schon weit gediehen, man stand kurz vor Drehbeginn. Er ging davon aus, dass das Publikum in absehbarer Zeit vermutlich keinen weiteren Film zum Thema Holocaust werde sehen wollen. Er arbeitete zunächst weiter an A.I. und begann parallel dazu mit den Arbeiten für eine Verfilmung der Traumnovelle von Arthur Schnitzler, die er schon seit Ende der 1960er Jahre geplant hatte. Da er schließlich befürchtete, dass die Geschichte eines Roboters, der ein echter Mensch werden möchte, in seinen Händen zu philosophisch werden könnte, übertrug er das Projekt Steven Spielberg und widmete von da an seine volle Aufmerksamkeit der Bearbeitung der Traumnovelle. Nach zwei Jahren Drehzeit legte Kubrick am 5. März 1999 die fertig geschnittene Fassung der Verfilmung unter dem Titel Eyes Wide Shut (1999) vor. Damals gab sich ein Hochstapler namens Alan Conway als Kubrick aus, während der echte Kubrick mit den Dreharbeiten beschäftigt war. Diese Geschichte wurde 2005 unter dem Titel Colour Me Kubrick mit John Malkovich verfilmt.
Am 7. März 1999 starb Stanley Kubrick im Alter von 70 Jahren während des Schlafs in seinem Landhaus Childwickbury Manor in Hertfordshire bei London an einem Herzinfarkt. Kubrick wurde auf seinem eigenen Grundstück in unmittelbarer Nähe zu seinem Lieblingsbaum beerdigt.

### Der Perfektionist Kubrick
Kubrick war dafür berühmt und berüchtigt, jede Szene so oft wiederholen zu lassen, bis sie seinen filmischen Ansprüchen vollends entsprachen. Als bekanntes Beispiel gilt eine Szene aus seinem Film Shining, in der die Hauptdarstellerin Shelley Duvall einen Stapel von über dreihundert Blatt Papier findet, auf denen immer wieder derselbe Satz steht: All work and no play makes Jack a dull boy. Kubrick weigerte sich, für die einzelnen Seiten Kopien zu verwenden, selbst bei Seiten, die man unmöglich genau sehen konnte. Mehrere Schreiber waren damit beschäftigt, jede Seite im Original zu tippen. Im Making-of zum Film wird die Härte gegenüber der jungen Shelley Duvall sichtbar, die Kubrick gezielt einsetzt, damit sie sich besser in ihre Rolle hineinversetzen kann.
Sein Drang zum Perfektionismus wird Kubrick nicht nur als Stärke, sondern teilweise auch als Schwäche ausgelegt. So sagte seine Frau über ihn, dass er zwar hervorragende Arbeit ablieferte, jedoch oft sehr langsam arbeitete. Neben einigen nicht realisierten Projekten kam Kubrick dadurch wirtschaftlich mit Full Metal Jacket in Bedrängnis; der Film konnte erst nach Oliver Stones thematisch ähnlich angelegten Antikriegsfilm Platoon veröffentlicht werden.

## Filmografie

### Dokumentarkurzfilme
- 1951: Day of the Fight
- 1951: Flying Padre
- 1953: The Seafarers

### Spielfilme
- 1953: Furcht und Begierde (Fear and Desire) (R, D, P)
- 1955: Der Tiger von New York (Killer’s Kiss) (R, D, P)
- 1956: Die Rechnung ging nicht auf (The Killing) (R, D)
- 1957: Wege zum Ruhm (Paths of Glory) (R, D, P)
- 1960: Spartacus (R)
- 1962: Lolita (R)
- 1964: Dr. Seltsam, oder wie ich lernte, die Bombe zu lieben (Dr. Strangelove or: How I Learned to Stop Worrying and Love the Bomb) (R, D, P)
- 1968: 2001: Odyssee im Weltraum (2001: A Space Odyssey) (R, D, P)
- 1971: Uhrwerk Orange (A Clockwork Orange) (R, D, P)
- 1975: Barry Lyndon (R, D, P)
- 1980: Shining (The Shining) (R, D, P)
- 1987: Full Metal Jacket (R, D, P)
- 1999: Eyes Wide Shut (R, D, P)

R: Regisseur, D: Drehbuchautor, P: Produzent

### Nicht realisierte Filmprojekte
- 1956 reichte Kubrick bei MGM ein gemeinsam mit Calder Willingham verfasstes Drehbuch für eine Verfilmung der Novelle Brennendes Geheimnis von Stefan Zweig ein. Das Projekt wurde jedoch nicht realisiert. 1988 verfilmte Kubricks langjähriger Assistent Andrew Birkin den Stoff mit Faye Dunaway und Klaus Maria Brandauer in den Hauptrollen.[30]
- Stanley Kubrick bereitete mehrere Jahre lang eine Filmbiografie über Napoleon Bonaparte vor. Die Vorbereitungen waren so weit gediehen, dass Kubrick jederzeit mit der Produktion hätte beginnen können. Die Veröffentlichung von Waterloo und dessen schwaches finanzielles Ergebnis brachten ihn und das Filmstudio jedoch von dem Vorhaben ab. Etliche Materialien der Vorbereitung wurden später für Barry Lyndon verwendet.[29]
- Kubrick begann sich intensiv mit der Thematik des Holocaust zu beschäftigen und wollte einen Film dazu realisieren. Nach der Veröffentlichung von Schindlers Liste verwarf er diese Pläne jedoch mit der Begründung, dass Spielberg bereits alles Wesentliche mit seinem Film erzählt habe.[29]
- Nach ausgiebiger Recherche zu der Kurzgeschichte Supertoys Last All Summer Long von Brian Aldiss entschied sich Kubrick gegen eine filmische Realisierung. Stattdessen lud er den Kollegen Steven Spielberg zu sich ein. Er bat ihn, diesen Film umzusetzen, und übergab ihm seine erarbeiteten Unterlagen. Kubrick begründete diese Entscheidung damit, dass Spielberg wesentlich besser zu dieser Thematik passen würde. 2001 brachte Spielberg schließlich den Film A.I. – Künstliche Intelligenz in die Kinos.[29]

## Auszeichnungen

### Ehrungen
- 1995: Ordre des Arts et des Lettres (Komtur)[31]

### Filmpreise und Nominierungen
Kubricks großer Einfluss zeigt sich unter anderem daran, dass er der einzige Regisseur ist, der insgesamt fünf Mal in der Liste der 100 Filme mit den besten Kritikerbewertungen auf „They Shoot Pictures“ vertreten ist (Platzierungen 2020 siehe Tabelle).
| Platz | Film                                                  |
| ----- | ----------------------------------------------------- |
| 64    | Wege zum Ruhm                                         |
| 67    | Shining                                               |
| 75    | Dr. Seltsam, oder wie ich lernte, die Bombe zu lieben |
| 97    | 2001: Odyssee im Weltraum                             |
| 109   | Full Metal Jacket                                     |
| 113   | Uhrwerk Orange                                        |
| 185   | Barry Lyndon                                          |

| Platz | Film                                                  |
| ----- | ----------------------------------------------------- |
| 3     | 2001: Odyssee im Weltraum                             |
| 43    | Barry Lyndon                                          |
| 66    | Dr. Seltsam, oder wie ich lernte, die Bombe zu lieben |
| 86    | Shining                                               |

Oscarverleihung
- 1965: Nominierungen in den Kategorien Bester Film, Beste Regie und Bestes Drehbuch nach Vorlage für Dr. Seltsam oder: Wie ich lernte, die Bombe zu lieben
- 1969: Auszeichnung in der Kategorie Beste visuelle Effekte für 2001: Odyssee im Weltraum
- 1969: Nominierungen in den Kategorien Beste Regie und Bestes Originaldrehbuch für 2001: Odyssee im Weltraum
- 1972: Nominierungen in den Kategorien Bester Film, Beste Regie und Bestes Drehbuch nach Vorlage für Uhrwerk Orange
- 1976: Nominierungen in den Kategorien Bester Film, Beste Regie und Bestes Drehbuch nach Vorlage für Barry Lyndon
- 1988: Nominierung in der Kategorie Bestes Drehbuch nach Vorlage für Full Metal Jacket

Golden Globe Award
- 1961: Nominierung in der Kategorie Bester Regisseur für Spartacus
- 1963: Nominierung in der Kategorie Bester Regisseur für Lolita
- 1972: Nominierung in der Kategorie Bester Regisseur für Uhrwerk Orange
- 1976: Nominierung in der Kategorie Bester Regisseur für Barry Lyndon

BAFTA Film Award
- 1961: Nominierung in der Kategorie Bester Film für Spartacus
- 1965: Nominierung in der Kategorie Bestes britisches Drehbuch für Dr. Seltsam oder: Wie ich lernte, die Bombe zu lieben
- 1969: Nominierung in der Kategorie Bester Film und United-Nations-Award für 2001: Odyssee im Weltraum
- 1973: Nominierung in der Kategorie Beste Regie für Uhrwerk Orange
- 1973: Nominierung in der Kategorie Bestes Drehbuch für Uhrwerk Orange
- 1976: Auszeichnung in der Kategorie Beste Regie für Barry Lyndon
- 2000: Auszeichnung in der Kategorie Academy Fellowship (Ehrenpreis), posthum

Internationale Filmfestspiele von Venedig
- 1962: Nominierung in der Kategorie Goldener Löwe für Lolita
- 1972: Auszeichnung in der Kategorie Bester fremdsprachiger Film für Uhrwerk Orange
- 1997: Auszeichnung in der Kategorie Goldener Löwe für sein Lebenswerk
- 1999: Auszeichnung in der Kategorie Filmcritica „Bastone Bianco“ Award für Eyes Wide Shut

David di Donatello
- 1969: Auszeichnung in der Kategorie Bester ausländischer Film für 2001: Odyssee im Weltraum
- 1977: Auszeichnung in der Kategorie Europäischer David für Barry Lyndon
- 1988: Auszeichnung in der Kategorie Bester ausländischer Produzent für Full Metal Jacket
- 1988: Auszeichnung in der Kategorie Luchino Visconti Award für Full Metal Jacket
- 1988: Nominierung in der Kategorie Bester ausländischer Film für Full Metal Jacket
- 1988: Nominierung in der Kategorie Bester ausländischer Regisseur für Full Metal Jacket

Weitere Auszeichnungen und Nominierungen (Auswahl)
- 1959: Auszeichnung als bester Regisseur auf dem Internationalen Filmfestival von Locarno für Der Tiger von New York
- 1981: Nominierung für die Goldene Himbeere in der Kategorie Schlechteste Regie für Shining
- 1985: Auszeichnung mit dem Nocciala d’Oro auf dem Giffoni Film Festival
- 1999: Auszeichnung mit dem D. W. Griffith Award für sein Lebenswerk
- 1999: Auszeichnung mit dem Lifetime Achievement Award der Directors Guild of Great Britain
- 2004: Auszeichnung mit dem Festival Honors auf dem eDIT Filmmaker’s Festival
- 2004: Auszeichnung mit der Goldene Leinwand für besondere Verdienste in der Filmwirtschaft für sein Gesamtwerk
- 2008: Auszeichnung mit dem Honorary Grand Prize für sein Lebenswerk auf dem Sitges Catalonian Film Festival
- 2014: Aufnahme in die Science Fiction Hall of Fame[34]

## Hintergrund

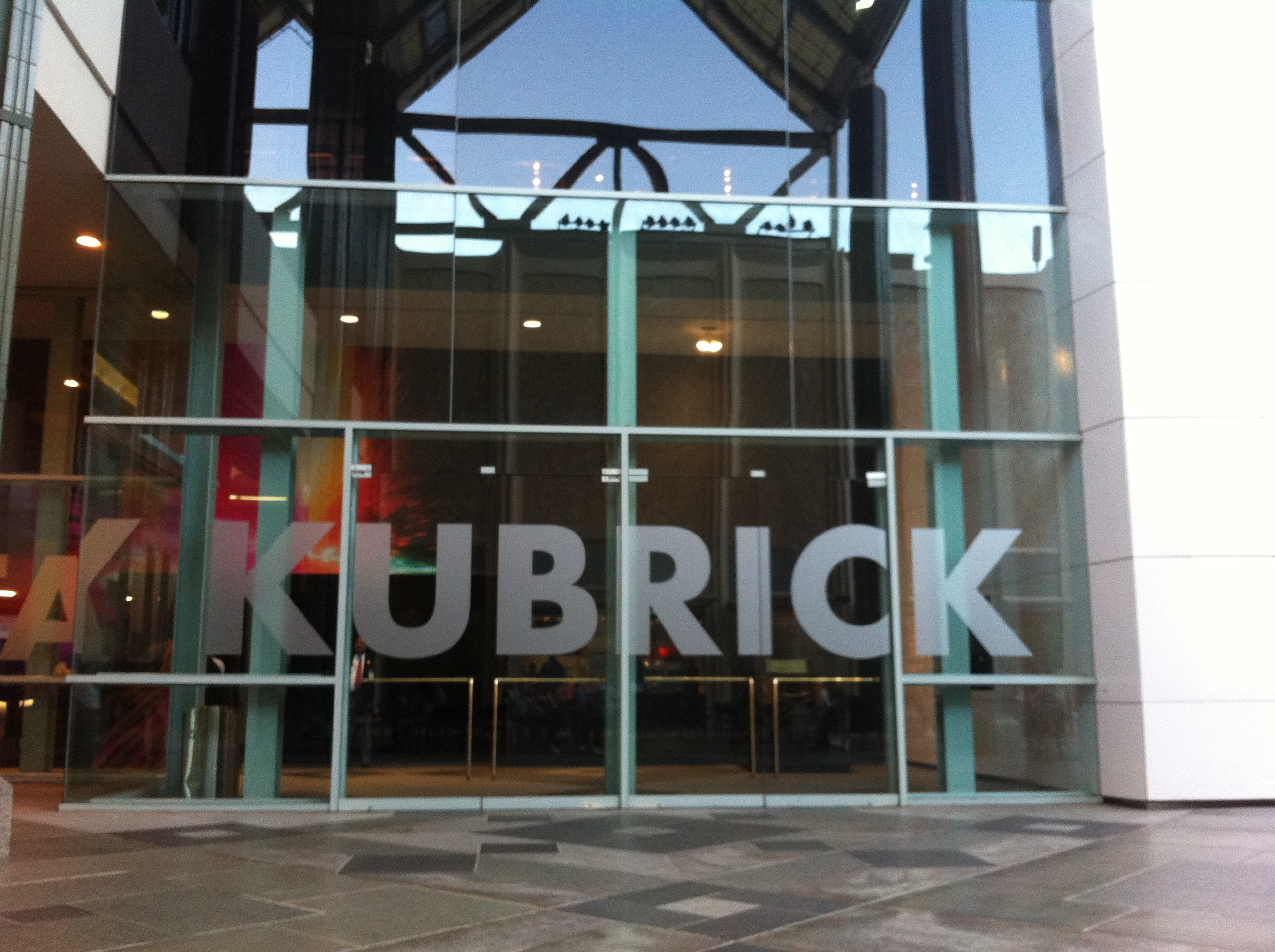
Eingang zur Kubrick-Ausstellung im Los Angeles County Museum of Art

- Für die Veröffentlichung seiner Filme auf Datenträgern für die private Vorführung (VHS, DVD) hatte Stanley Kubrick vertraglich festgelegt, dass sie ausschließlich im Seitenverhältnis 4:3 erfolgen dürfen. Nur 2001: Odyssee im Weltraum, der auf 65-Millimeter-Film gedreht worden war, wurde auf DVD im ursprünglichen Filmformat 2,20:1 veröffentlicht. Kubricks fünf letzte Filme A Clockwork Orange, Barry Lyndon, The Shining, Full Metal Jacket und Eyes Wide Shut sind alle im englischen Vollbildformat von 1,37:1 gedreht (das entspricht ungefähr dem klassischen 4:3-TV-Bildschirm); für die Projektion in Kinos wurde das Bild jedoch schon beim Dreh so komponiert, dass auch eine Breitwand-Darstellung von 1,85:1 möglich ist. Mittlerweile sind diese Filme als HD-Transfer auf BluRay-Disc erhältlich; dabei wurde das Kinoformat 1,85:1 verwendet, mit Ausnahme von A Clockwork Orange und Dr. Seltsam oder: Wie ich lernte, die Bombe zu lieben, die im Format 1,66:1 vorliegen.
- Kubricks Leben und Werk ist 2001 mit der Filmdokumentation Stanley Kubrick – Ein Leben für den Film gewürdigt worden, für die sich zahlreiche Schauspieler, Regisseure und andere Weggefährten von Jan Harlan interviewen ließen. Tom Cruise, Hauptdarsteller in Kubricks letztem Film Eyes Wide Shut, ist dabei der durchgehende Off-Kommentator.
- Stanley Kubrick’s Boxes (2008) ist eine Dokumentation von Jon Ronson über die Hinterlassenschaft des Ausnahmekünstlers: tausende Kisten, die Kubrick teilweise sogar extra produzieren ließ, mit Fotos, Briefen, Notizen, Zeitungsausschnitten usw., alles akribisch sortiert und archiviert, zeigen die Detailverliebtheit des Workaholic Stanley Kubrick.[35]
- Zu Kubricks Gesamtwerk entwickelte das Deutsche Filmmuseum in Frankfurt am Main eine Ausstellung, in der zahlreiche Objekte aus Kubricks umfangreichem Nachlass (unter anderem Fotos, Briefe, Originalrequisiten, Kostüme und Drehbücher) präsentiert wurden. Zustande kam diese Ausstellung in Kooperation mit Kubricks Witwe Christiane Kubrick und seinem langjährigen engen Mitarbeiter und Schwager Jan Harlan. Sie wurde im Frühjahr 2004 erstmals in Frankfurt gezeigt und befand sich seither auf internationaler Tournee. Weitere Präsentationen fanden seitdem mehrmals im Jahr um den Globus verteilt statt.[36]
- In dem Film Kubrick, Nixon und der Mann im Mond (2002) wird die Behauptung aufgestellt, dass Kubrick an einer Vortäuschung der ersten Mondlandung beteiligt war. Die Mitwirkenden Buzz Aldrin, Henry Kissinger, Donald Rumsfeld, Alexander Haig und Lawrence Eagleburger geben dem Film den Anschein von Seriosität. Erst im Abspann der Mockumentary wird aufgelöst, dass es sich bei dem Film um keine echte Dokumentation handelt. Vielmehr wurden frei erfundene Behauptungen gezielt mit wahren Tatsachen vermischt, um den Zuschauer zu manipulieren und ihn im Unklaren darüber zu lassen, welche Aspekte zutreffend sind.